# Zosteria caesariata
Zosteria caesariata là một loài ruồi trong họ Asilidae. Zosteria caesariata được Daniels miêu tả năm 1987. Loài này phân bố ở miền Australasia.